# The Address Residence - Fountain Views
El The Address Residence - Fountain Views es un complejo de 3 torres, siendo la torre 3 la más alta, midiendo 331,8 metros, que se localiza en la ciudad de Dubái. Las obras del complejo se completaron en 2019, con la finalización de las obras de la torre 3. El nombre de este complejo se debe a que las torres tienen vistas hacia las fuentes de Dubái. El complejo es uno más de los muchos que la empresa Emaar ha construido por todo el Centro Dubái, como el Address Boulevard, de 370 m de altura, que actualmente es el 2º rascacielos más alto del Centro Dubái.
Las torres laterales, torre 1 y 2, disponen de 71 plantas de apartamentos con servicio de habitaciones, mientras que la torre 3, la torre central y más alta, dispone de 77 plantas dedicadas en la parte inferior al uso hotelero y las plantas superiores al residencial con servicio de habitaciones.
Dispone de acceso directo mediante pasarelas desde el complejo al Dubai Mall, el centro comercial más grande del mundo, el cual es también propiedad de Emaar.

## Galería

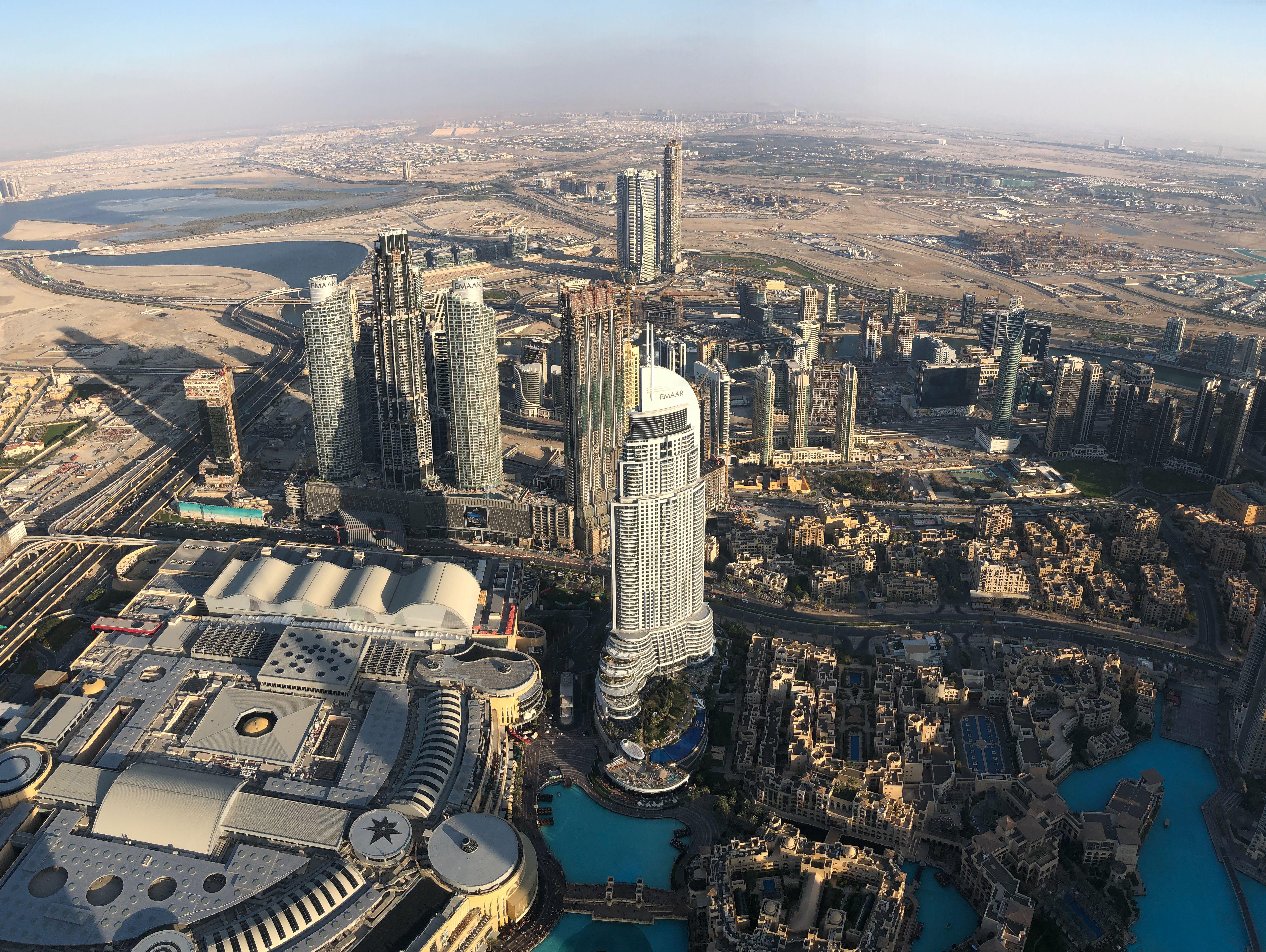
The Address Residence - Fountain Views el 20 de febrero de 2019